# Pavle Popara
Pavle Popara (in serbo Павлe Попара?; Kragujevac, 20 maggio 1987) è un ex calciatore serbo, di ruolo centrocampista.

## Carriera
Ha giocato nella massima serie dei campionati greco, cipriota, bulgaro, rumeno, polacco e serbo.